# برند جاکوبفسکی
برند جاکوبفسکی (به آلمانی: Bernd Jakubowski) (زاده ۱۰ دسامبر ۱۹۵۲ – درگذشته ۲۵ ژوئیه ۲۰۰۷) بازیکن تیم ملی آلمان شرقی بود که در پست دروازه‌بان بازی می‌کرد.
جاکوبفسکی فوتبال را در باشگاه هانزا روستوک آغاز کرد و در سال ۱۹۷۰ به دینامو درسدن پیوست؛ جایی که او باقی دوران حرفه‌ای خود را در آن سپری کرد. در ابتدا او به عنوان ذخیره دروازه‌بان اول یعنی کلاوس روی نیمکت بود اما سرانجام پیراهن شماره یک را به دست آورد و در ادامه ۱۸۳ بازی در اوبرلیگا و ۳۱ بازی در اروپا انجام داد.